# Igreja Nosso Senhor do Bonfim (Pirenópolis)
A Igreja Nosso Senhor do Bonfim, também conhecida por Igreja do Bonfim, é um templo católico, um importante marco religioso, histórico e turístico construído a partir de 1750, uma das capelas urbanas da Paróquia Nossa Senhora do Rosário, na Diocese de Anápolis, e está localizada no Largo do Bonfim, centro Histórico de Pirenópolis, no estado de Goiás.
Foi construída no século XVIII a mando do sargento-mor Antônio José de Campos, minerador português de Avis, Portalegrea, doador da imagem da padroeira da Igreja Matriz da Penha de Corumbá de Goiás, e autor de todo o calçamento de pedras da estrada do Morro Grande, por dezenas de quilômetros, também em Pirenópolis, para facilitar o escoamento do ouro da região. A igreja é dedicada a Nosso Senhor do Bonfim, uma das diversas devoções da cristologia, com festa anual em 14 de setembro, dia da exaltação da Santa Cruz e há celebração semanal de Missa aos domingos as 11 horas. A imagem do crucificado é proveniente de Salvador, trazida em uma grande caixa carregada nos ombros por um comboio com 260 escravizados em 1755, pessoas trazidas da Costa da Mina, golfo da Guiné.
Típica igreja de arquitetura colonial brasileira, com duas torres sineiras laterais e fachada simples, apresenta características goianas, ao empregar materiais locais como madeira, de espécies nativas do cerrado, como o cedro e a aroeira, barro, utilizado na construção das paredes, rebocos e pisos, sendo moldado em tijolos, adobe e taipa, além da pedra, utilizada nos portais posteriores, proveniente das pedreiras próximas à cidade. Apresenta elementos artísticos rococó, nos 03 altares: o altar-mor de caprichada talha e dois altares laterais de falsa arquitetura, junto ao arco cruzeiro, púlpito de tábuas lisas, enfeitado com ornamentos de talha, e na pintura do forro da capela-mor, redescoberta no restauro de 2010.
Querido pela comunidade, é costume local ir a igreja para pedir a benção do Senhor do Bonfim antes de viagens, cirurgias, casamentos (ali também realizados), lugar onde se realiza costumes e tradições, com destaque as da Festa do Divino, a chegada da Folia, o início e o término das cavalhadas, na qual cavaleiros e mascarados fazem suas preces e suplicas. Por sua importância histórica e representatividade cultural, a Igreja foi decretada tombada pela lei estadual Nº 8.915, de 13 de outubro de 1980. Está inserida no Conjunto Arquitetônico, Urbanístico, Paisagístico e Histórico da Cidade de Pirenópolis, tombado pelo Iphan em 1990, um dos mais importantes acervos patrimoniais do centro-oeste.

## Histórico

### Contexto meiapontense
Após a descoberta de jazidas de ouro por bandeirantes portugueses e paulistas nas proximidades do Rio das Almas nas primeiras décadas do século XVIII, local conhecido como Minas de Nossa Senhora do Rosário de Meia Ponte e posteriormente Meia Ponte, as jazidas atraiam cada vez mais, aventureiros em busca de fortuna, que se estabeleciam no local, ao se expandir rapidamente, passou a ser o centro de toda a região e cabeça de julgado. Concretizando essa ocupação, entre 1728 a 1732 a Irmandade do Santíssimo Sacramento construiu a Capela Nossa Senhora do Rosário, elevada a Matriz em 1736, marco zero da ocupação e de onde emanaram as primeiras ruas.

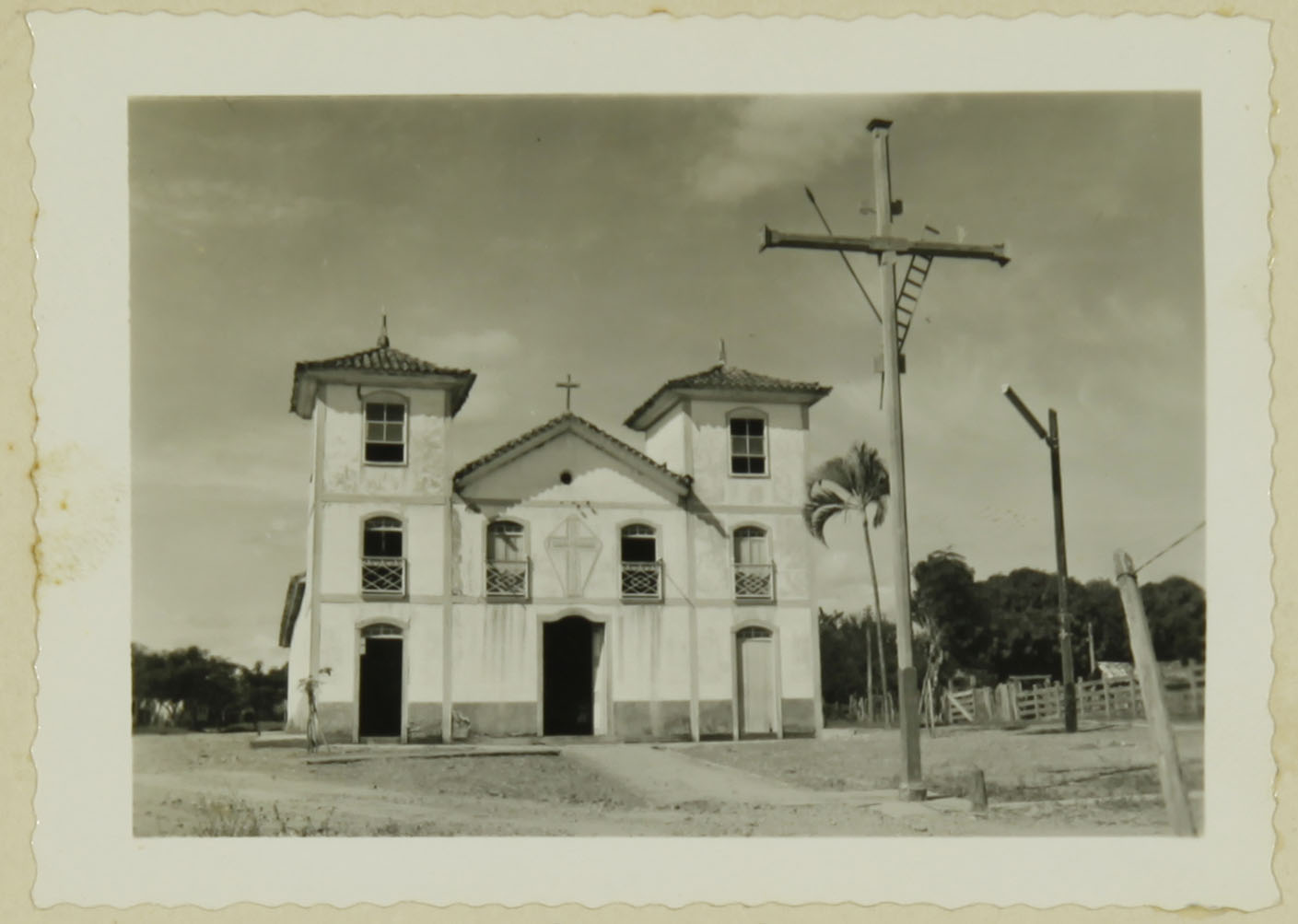
Igreja de Nosso Senhor do Bonfim em 1962 em foto do IPHAN

No prolongamento da rua do Rosário, atual Rua do Lazer, em 1742, foi autorizada a criação da Irmandade de Nossa Senhora do Rosário dos Pretos que a partir do ano seguinte, 1743, nos domingos, folgas e feriados, construíram sua sede Igreja do Rosário dos Pretos desenvolvendo ao seu entorno, um bairro ocupado pela população escravizada. Em 1750, utilizando mão de obra escravizada, os mineradores portugueses Luciano da Costa Teixeira e seu genro Antônio Rodrigues Frota construíram na margem direita, parte baixa do Rio das Almas, a Igreja Nossa Senhora do Carmo, uma capela particular, dotando-a de imagens, paramentos e alfaias, além do necessário para seu uso, desenvolvendo-se lentamente, o que hoje se conhece como Bairro do Carmo. Também em 1750 por inciativa do sargento-mor Antônio José de Campos, se deu a construção da Igreja do Bonfim, e consequentemente o Alto do Bonfim atualmente o mais populoso bairro da cidade. Pouco depois, em 1757 foi construída a Igreja de Nossa Senhora da Boa Morte da Lapa, pela Irmandade de Nossa Senhora da Boa Morte da Lapa, construção que deu início ao Alto da Lapa, e assim, todos os lados da cidade se expandiu com a construção de alguma igreja. 

### Igreja do Bonfim

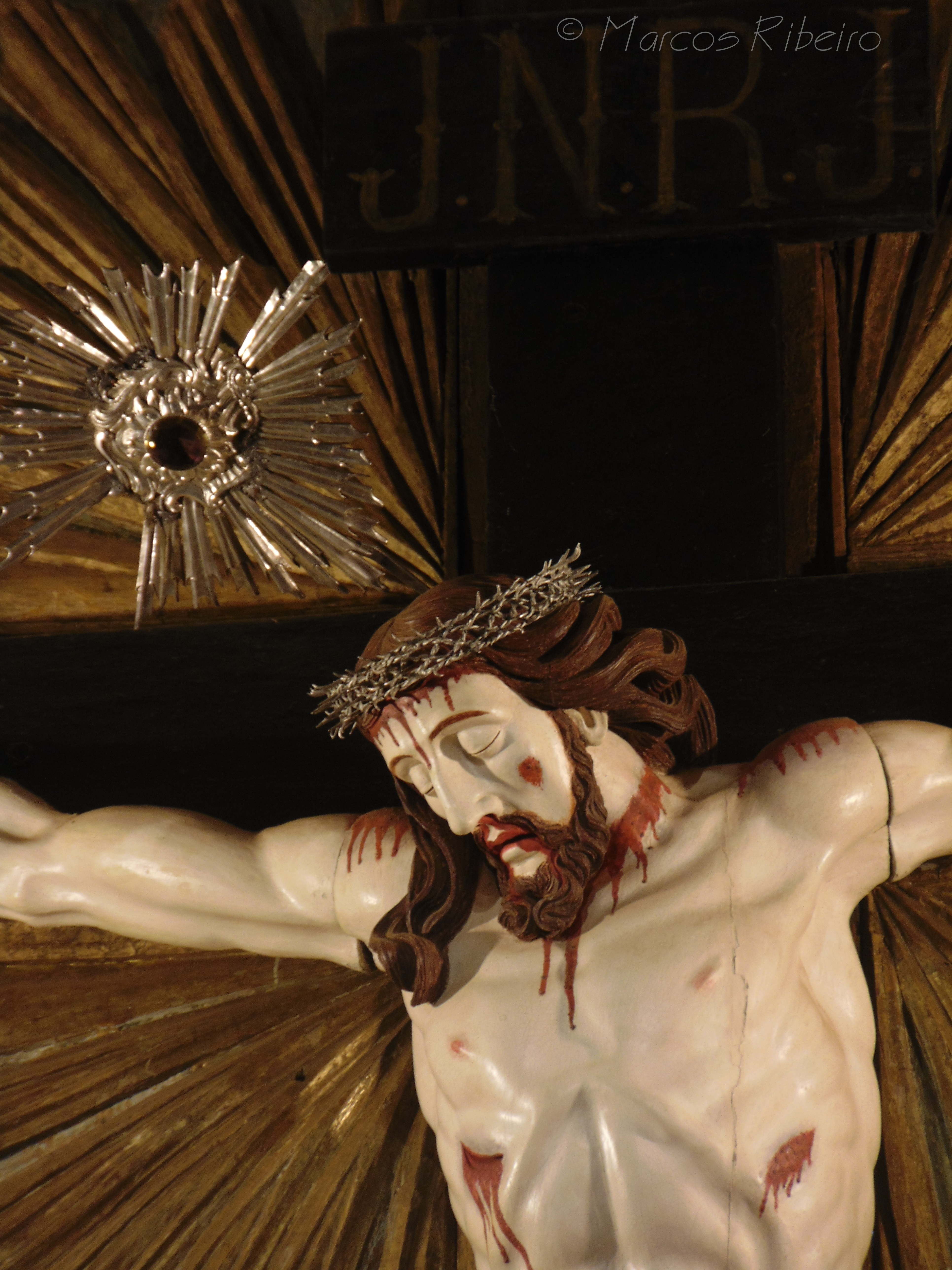
Imagem do Senhor do Bonfim, peça barroca do século XVIII.

Em situação urbana e espacial adequada, numa parte mais elevada da Cidade, o Largo do Bonfim, por iniciativa do sargento-mor Antônio José de Campos e utilizando mão de obra escravizada, de adobe e taipa de pilão foi construída a Igreja Nosso Senhor do Bonfim. Fez isto entre os anos de 1750 e 1754. Segundo lenda local, a construção tem sua origem na rivalidade entre potentados da época, pois a construção da Igreja do Carmo espicaçou a vaidade do sargento-mor Antônio José de Campos, o que o levou à construção da igreja, onde foi sepultado em 1795, de estilo colonial, semelhante à Matriz, salvo pela presença de duas portas laterais, ausentes na igreja principal, em diversas ocasiões serviu como substituta da Igreja Matriz, quando a Matriz estava em reparos.
Segundo Eduardo Etzel em O Barroco no Brasil:
Além de construir a capela, o sargento-mor ornamentou-a com três altares, sendo dois na nave. O da esquerda é dedicado a Santa Luzia o a da direita á Santa Bárbara, e para o altar mor, trouxe de Salvador, capital da Bahia, a imagem do padroeiro da igreja, dependurada pelas alças, em vara forte e longa (cerca de 8 metros), cujas extremidades lhe eram apoiadas nos ombros dos escravizados, a caixa com a imagem do Bonfim, trajeto demorado por meses realizado por um comboio com 260 escravizados, “mercadoria” que tinha adquirido no mercado de escravos de Salvador, pessoas raptadas, provenientes de Costa da Mina, golfo da Guiné. A imagem foi entronizada no altar-mor em 1755, com um retábulo em madeira esculpida com características do rococó. A grande caixa de madeira, provida de reforçadas alças de ferro forjado, dobradiças e fechaduras, em que veio desmontada a imagem do Bonfim, foi levada para Anápolis por Silvina da Costa Ferreira, trineta do sargento Campos, casada com capitão José Jerônimo de Sousa, baiano. Filha do sargento-mor, Maria da Penha Campos recebeu no século XVIII em herança a citada caixa, e sucessivamente repassou a sua filha, Zeferina Blandina de Siqueira, por sua vez repassada a Maria da Penha Sousa Carvalho, encerrando a herança com Silvina, de onde desapareceu tal móvel.
Nesta Igreja, no século XVIII instalou-se a Confraria Nosso Senhor do Bonfim, extinta posteriormente. Tal confraria patrocinava semanalmente as sextas-feiras a celebração de Missa, com coro e orquestra, vicencidada por Raimundo José da Cunha Matos em 1823, ficando impressionado com a boa execução e qualidade da música que era executada nas missas do Bonfim. Essas memórias também foram vivenciadas por Crysilla em sua infância no início do século XX, quando ainda atuava a orquestra da Banda Euterpe, sob a regência de Silvino Odorico Siqueira.
Ao retornar ao Rio de Janeiro em 1836, Cunha Matos relata sua passagem pelo então arraial de Meia Ponte, descrevendo a Igreja do Bonfim em 1823:
Frente à igreja, em seu adro, em 13 de maio de 1868, levantou-se a segunda cruz com as insígnias das armas de Cristo, visto que a primeira, levantada entre os anos de 1750 a 1754 já havia apodrecido. Em 1907, ergue-se a terceira cruz, visto que a segunda também apodreceu. Em 2000, no mesmo local, foi levantada a quarta cruz, visto que a terceira foi derrubada por um caminhão em um acidente. O monumento em madeira apresenta representações artísticas dos instrumentos da Paixão, objetos associados à morte de Jesus Cristo. No caso pirenopolino apresenta os "instrumentos maiores": a cruz na qual simbolizando a Vera Cruz, a Coroa de Espinhos, o chicote (ou chicotes) utilizado(s) para desferir as 39 chicotadas, a Santa Esponja que, espetada numa vara, foi utilizada para dar bile e vinagre de beber a Jesus, a Santa Lança com a qual um soldado romano infligiu o golpe de misericórdia (a última das Cinco Chagas) em Jesus, os pregos ou cravos utilizados nas mãos e nos pés de Jesus. Também é visível no monumento os "instrumentos menores": o Titulus Crucis, a placa que foi pregada na cruz, possivelmente inscrita com as letras "INRI" (em latim: Iesus Nazarenus Rex Iudaeorum), o  galo que cantou depois da terceira negação de Pedro, a escada utilizada durante a Deposição da Cruz, o martelo utilizado para pregar Jesus na cruz, o alicate utilizado para remover os pregos depois, a mão que esbofeteou Jesus e as correntes e cordas que o prenderam durante a sua noite aprisionado.

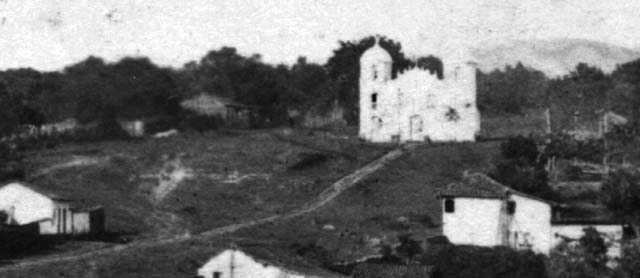
Igreja do Bonfim com feições neogótico.

Em 1893, sob a direção de Antonio da Costa Nascimento, foram executados diversos melhoramentos e modificações em toda igreja, especialmente na fachada, cujas torres mudaram do estilo colonial para ao neogótico, muito em voga na época em todo país, sendo nela acrescentado zimbório em octógono. Também nestes melhoramentos, foram executados os serviços de pintura do teto da capela-mor por Inácio Pereira Leal, que recuperou as cores originais dos altares laterais. Em 1907, sob a direção do zelador Antônio Borges de Carvalho, as torres voltaram ao estilo colonial. A obra foi realizada com o dinheiro da venda da casa doada em 10 de janeiro de 1895 por Ana Basília de Carvalho, a Nossa Senhora da Boa Morte (hoje na Igreja do Carmo) e ao Senhor dos Passos (que se localiza na igreja do Bonfim). A residência, hoje extinta, localizava-se entre a atual Travessa 24 de outubro e o beco que ligava a Igreja Matriz, vendida por duzentos e sessenta mil réis (260$000) em 12 de março de 1904, autorizada por Dom Eduardo Duarte e Silva então bispo diocesano, e serviu também para pagamento da reforma da Igreja do Carmo em 1903. Entre 1937 a 1938, sob a liderança de Maria D’Abadia Vale Jayme, foi executado uma reconstrução parcial e asseio geral da igreja, com alterações na planta original, não alterando a fachada. Tal reforma foi executada com dinheiro arrecadado de doações, esmolas, e dinheiro doado pela líder da reforma, que contou  com o trabalho de Antônio Puglisi como diretor técnico, Gabriel de Carvalho e José do Matozinhos, carpinteiros, João de Pina, Ulderico Afonso de Oliveiro da Veiga, pedreiros, e pintura de Agnaldo Jayme, executando a caiação interna e externa com exceção do altar-mor, pondo fim a pintura do teto e das paredes do capela-mor, onde se podia ver todas as estações do calvário e os florões recortados nos barrados das paredes.
Em setembro de 1978 ocorreu o maior roubo de peças artísticas de Goiás, ocorrido na Igreja do Bonfim, na época calculados em três milhões e meio de cruzeiros. Foram levadas peças do século XVIII, dentre imagens barrocas, pratarias e demais objetos, sendo eles: 01 imagem de Santa Bárbara e 01 de Santa Luzia, ambas francesas, 01 imagem de Nossa Senhora da Conceição e 01 de Santa Ana e 01 do Divino Pai Eterno de Veiga Valle, além de quatro crucificados e dois castiçais de madeira. Prataria setecentistas: 04 castiçal, turíbulo, naveta, ostensório, cálice e patena. Têxteis: Casula e estola em fio de ouro. Segundo notícia publicada no jornal O Globo, no dia 01 de novembro de 1978, atribuiu-se o furto a Ivan Ferreira Santos, que atendia pelo pseudônimo de Sandra, que foi preso e depois solto. Segundo a reportagem, Ivan havia sido preso no Rio de Janeiro, também acusado de roubo de peças sacras em São Paulo, Minas Gerais, Rio de Janeiro e em estados do Nordeste. Quanto ao paradeiro das peças de Pirenópolis, até hoje são desconhecidas.

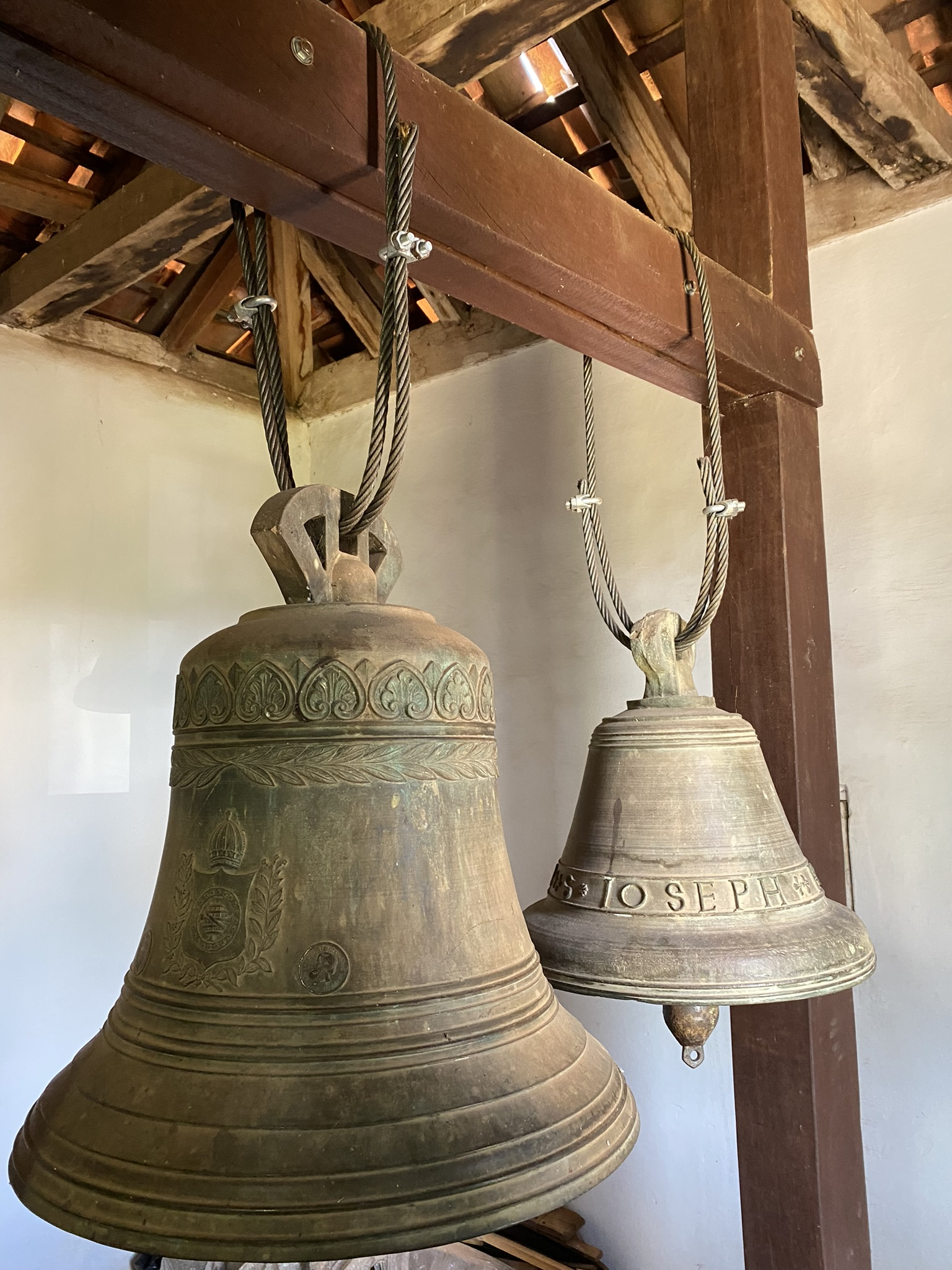
Sinos da torre esquerda. O sino a esquerda possui o brasão imperial em sino premiado por Dom Pedro II em 1886

Com a demolição da Igreja do Rosário dos Pretos a Igreja do Bonfim foi presentada com o Sino do Rozario, o maior sino daquela igreja, pertencente a extinta Irmandade de Nossa Senhora do Rosário dos Pretos e fundido em 1803 por Manoel Cotrim, fundidor de sinos famoso em Goiás. Recebeu ainda o relógio que ficou por anos instalado na torre do lado direito, peça que hoje de encontra no escritório técnico do IPHAN local. Na torre do lado esquerdo existem outros dois sinos, 01 de 1886 (inscrição está meio apagada), de excelente sonoridade, com selo do brasão imperial de Imperador Dom Pedro II, como prêmio conferido na exposição nacional do Rio de Janeiro. E outro, o mais velho, de 1756 adquirido pelo sargento-mor Antônio José de Campos, batizando o sino de Joseph - Antonio em homenagem ao seu homônimo Santo Antônio e São José. O sargento Campos no século XVIII adquiriu para a igreja o Sino do Bonfim levado para igreja do carmo, também destino de um outro sino fundido em 1803 por Manoel Cotrim, com o nome de Viva Tezoireiro do Bonfim - Cordeiro Tavares e pertencente a extinta Confraria Nosso Senhor do Bonfim, levado para o Carmo no ultimo restauro do Bonfim. 
Em 02 de fevereiro de 1990, ruiu parte do telhado da Igreja. A Prefeitura de Pirenópolis, na época administrada por Luiz Armando Pompeu de Pina, acorreu em socorro e recuperou, com recursos próprios o telhado, paredes, retoque nas  pinturas dos altares, caiação interna e externa além da renovação das vidraças, obra inaugurada nos festejos do padroeiro daquele ano, com missa cantada em latim pelo tradicional Coro e Orquestra Nossa Senhora do Rosário e celebrada pelo bispo Dom Manuel Pestana Filho e concelebrada pelo pároco Pe. Primo Carrara, que junto ao coro entoou o Te Deum alternado. Na ocasião foram plantadas frente a Igreja um par de palmeira imperial, emoldurando a igreja. Em 2005, com recursos do Governo do estado de Goiás, foi realizado restauro estrutural, que incluiu a recuperação da fachada e a pintura em seu interior. Por falta de dinheiro, não restaurou os elementos de arte. A inauguração teve missa celebrada pelo pároco, Pe. Luiz Virtuoso. Entre 2010 a 2013 foi realizado através de recursos do IPHAN, outro restauro, no qual, sob camadas de reboco e tinta branca, os restauradores contratados pelo Iphan encontraram pinturas decorativas parietais nas laterais do altar-mor e em grande parte do forro de madeira, um grande achado para a cidade, que desde o incêndio da Igreja Matriz, não tinha mais templo com todas as características originais. Também foi recuperado cores e brilhos do ouro e das tintas dos ornamentos dos altares laterais, altar-mor e do púlpito, elemento marcante desse templo. A inauguração do restauro se deu durante os festejos do padroeiro com missa solene pelo bispo diocesano Dom João Casimiro Wilk, concelebrada pelo pároco Pe. Anevair José da Silva e cantada em latim pelo tradicional Coro e Orquestra Nossa Senhora do Rosário.
Após um forte vendaval, com pancadas de chuvas em várias partes de Goiás, por volta das 17 horas de 20 de agosto de 2023, a palmeira imperial plantada a esquerda da igreja foi arrancada, atingindo a rede elétrica da praça do Bonfim, e  um veículo estacionado próximo levemente danificado, mas sem provocar mais estragos ou ferimentos, visto que a palmeira tombou no sentido contrário a igreja. Equipes do 17º Batalhão Bombeiro Militar agiram prontamente, interditaram o largo do Bonfim e realizaram o corte da palmeira para desobstruir as ruas de acesso, operação concluída em aproximadamente 03 horas. Em 04 de setembro do mesmo ano, por medidas de segurança, foi cortada a palmeira do lado direito, em operação realizada pelo mesmo batalhão dos bombeiros.

## Arquitetura

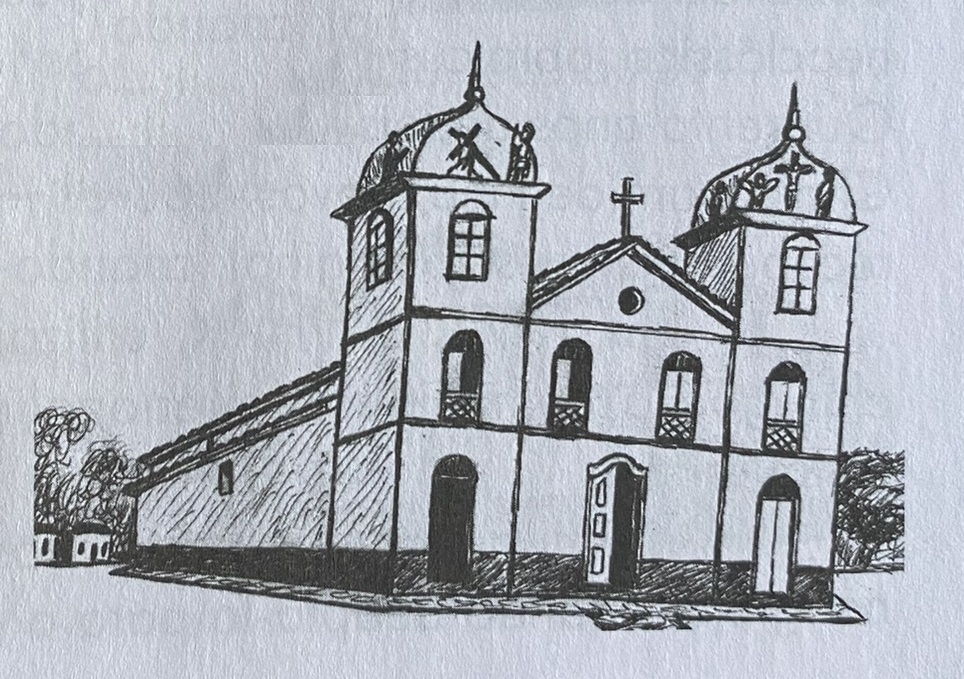
Igreja com detalhes neogótico em 1887, ilustração de Pérsio Forzani in Coletânea de Pirenópolis

A historiografia relativa a Goiás aborda a concepção de uma arquitetura religiosa colonial caracterizada pelos elementos da austeridade e simplicidade, atribuída à condição isolada e distante da antiga capitania em relação ao litoral. No entanto, contrastando com essa interpretação, ao comparar a Igreja do Bonfim com outras de Goiás, é possível compreender sua  adaptação quanto as demais igrejas goianas do século XVIII. Durante o século XVII e no início do século XVIII, o Maneirismo já havia se estabelecido nas terras de Portugal, embora sem modificações significativas. Os arquitetos conservadores do país optaram por preservar os princípios e formas tradicionais italianos, sem introduzir alterações marcantes. No entanto, em paralelo ao Maneirismo, subsistiram duas correntes arquitetônicas: uma enraizada na tradição local e de longa evolução, e outra conhecida por alguns pesquisadores como estilo chão. Este último predominou na metrópole até o século XVIII, sendo caracterizado pela sua moderação estilística e pela sua abordagem essencialmente prática. Essas características foram moldadas por uma variedade de experiências de colonização em territórios africanos, influenciadas pelas contribuições de construtores militares focados na edificação de estruturas de utilidade tanto no reino como nas colônias. Tanto nas estruturas menores quanto nas construções mais imponentes, os desenhos retangulares apresentam semelhanças entre si. Isso implica que os espaços são arranjados seguindo a disposição de naves únicas e altares-mores profundos, eventualmente acompanhados por corredores laterais. Os frontispícios exibem uma disposição com aberturas diagonais, variando apenas ligeiramente em termos de composição, como a inclusão ou não de janelas ovais nos frontões, presença de pilastras e cunhais, e proporções das aberturas. Tais variações foram influenciadas por diferentes construtores locais.
As igrejas erigidas em Meia Ponte: Matriz de Nossa Senhora do Rosário,  Igreja do Rosário dos Pretos,  Igreja Nossa Senhora do Carmo, Igreja de Nosso Senhor do Bomfim e Igreja de Nossa Senhora da Boa Morte da Lapa - se destacam pela inclusão das torres, uma opção que raramente foi explorada se comparadas as igrejas da antiga Capital a Goiás, ou mesmo nos povoados do município como a Capela da Senhora Sant'Ana no povoado da Capela do Rio do Peixe. Isso se diferencia das construções mais comuns na área, que frequentemente apresentavam torres sineiras de madeira, fixadas ao lado dos edifícios. Vale ressaltar também as discrepantes proporções das torres na Igreja de Nosso Senhor do Bomfim, as quais se destacam por sua altura superior em comparação com as demais igrejas similares. Essa característica contradiz um elemento distintivo da arquitetura religiosa local, que tipicamente exibia traços mais robustos. Nas edificações da cidade, foi empregada uma estrutura autônoma de madeira e um padrão estrutural modulado como elemento composicional que delineia as linhas gerais dos frontispícios. Esses mesmos recursos arquitetônicos podem ser observados na arquitetura religiosa da região do Vale do Piranga, em Minas Gerais, e também no final do século XVIII em Pilar de Goiás, um antigo arraial de significativa relevância naquela época, onde se encontra a Igreja Nossa Senhora das Mercês, datada de 1770.
A estrutura da igreja é definida por um paralelepípedo de formato retangular, acompanhado por duas torres sineiras. A despeito de suas dimensões compactas e das portas incorporadas nas torres, a fachada segue um padrão semelhante ao observado na Igreja Matriz do Rosário. A planta, comparável àquelas adotadas por outras igrejas do mesmo período na cidade, inclui uma nave, a capela-mor, um coro e dois corredores laterais, sendo um deles destinado à função de sacristia. Além do altar-mor, duas estruturas retabulares adicionais estão posicionadas junto ao arco cruzeiro.
A técnica construtiva empregada envolve alvenaria de terra (usando taipa de pilão e adobe), assim como uma estrutura de madeira conhecida como gaiola. A cobertura é constituída de estrutura de madeira, recoberta por telhas coloniais, nas variedades capa e bica. No volume principal, os telhados adotam um desenho de duas águas, enquanto os corredores laterais possuem uma única água, e as torres sineiras são caracterizadas por telhados de quatro águas. Quanto aos pisos, são revestidos de mezanelo cerâmico, preservando campas antigas de moradores nas áreas da capela-mor e nave. As aberturas são guarnecidas com esquadrias em madeira almofadada na porta principal. Nas torres e nas fachadas laterais, essas aberturas são feitas de madeira e vidro no nível superior. Na fachada frontal, as aberturas contam com esquadrias de madeira com encaixe em arreia e balcão recortado. As escadas de acesso ao coro, torre sineira e púlpito, assim como os balaústres do guarda-corpo, são todos elaborados em madeira. Tanto a fachada frontal quanto a posterior possuem um óculo circular. 
No que diz respeito ao aspecto artístico, a ornamentação é de estilo sóbrio. No altar-mor e na capela, há um toque de requinte na talha e uma quantidade discreta de douração. Notavelmente, o nicho principal do altar-mor apresenta uma característica curiosa: ao serem abertas, as folhas da porta revelam uma pintura do Cristo crucificado, com a paisagem de Jerusalém ao fundo. Os retábulos são enfeitados com pinturas de colunas adornadas com capitéis, enquanto o púlpito é elaborado em talha de madeira. 